# Bruno Salzmann
Bruno Heinrich Wilhelm Salzmann (* 2. Juli 1883 in Heidelberg; † 20. Jahrhundert) war ein deutscher Bahnradsportler. 
Bruno Salzmann war der Sohn eines Unternehmers. Als er sieben Jahre alt war, zog die Familie aus beruflichen Gründen nach Amsterdam, wo er aufwuchs und als Radsportler gegen den Willen seiner Eltern erste Rennen bestritt. Wegen seiner auffällig schmächtigen Figur wurde er das Wunderkind genannt. 1901 begleitete er seinen Freund, den niederländischen Radrennfahrer Piet Dickentman, nach Berlin, um dort auf der Radrennbahn Friedenau an den Bahn-Weltmeisterschaften teilzunehmen. Beim Steherrennen der Amateure wurde er Vize-Weltmeister. „Kind bemittelter Eltern, unzweifelhaftes Talent, Protektion Dickentmans – all das ersparte ihm die jahrelange Tingelei durch die Provinz und den Umweg über den Fliegersport.“
Nach den Weltmeisterschaften wurde Salzmann Profi, wiederum gegen den Widerstand seiner Eltern. Der ganze große Erfolg blieb aus, aber er gewann zahlreiche Große Preise, vor allem in den Niederlanden, wo er populär war. 1905 versuchte Salzmann, auf dem Sportplatz Leipzig einen neuen Stundenweltrekord aufzustellen. Bei den Zwischenzeiten lag er gut, dann aber hatte seine Führungsmaschine einen Defekt, Salzmann stürzte und verletzte sich schwer. Zwischen den Jahren 1907 und 1911 lag er dem Einkommen nach unter den deutschen Dauerfahrern auf dem sechsten Platz. Er blieb Profi-Radrennfahrer bis 1913 und versuchte 1921 erfolglos ein Comeback. Er war seit 1906 mit der Holländerin Jantje Mulder verheiratet und wohnte in Nürnberg, wo er für eine Fahrradfabrik arbeitete.